# Garbage Dreams
Garbage Dreams es un documental cinematográfico del año 2009 que cuenta parte de la vida y el trabajo de la comunidad Zabbaleen, en Egipto.

## Sinopsis
Sueños en el basurero cuenta la historia de tres adolescentes que nacieron y crecieron en el mayor basurero del mundo, a las afueras de El Cairo. Allí viven 60.000 Zaballeen (o Zabbaleen), palabra árabe que significa “pueblo de la basura”. Los Zaballeen se han adelantado a las iniciativas ecológicas actuales y sobreviven reciclando el 80% de los residuos. Al enfrentarse a la globalización de su actividad cotidiana, deberán tomar decisiones que influirán en su futuro y en la supervivencia de la comunidad.